# Mareuil (Dordogne)
Mareuil, oder auch Mareuil-sur-Belle (okzitanisch Maruelh) ist eine Ortschaft und eine Commune déléguée in der französischen Gemeinde Mareuil en Périgord mit 1.054 Einwohnern (Stand: 1. Januar 2022) im Département Dordogne in der Region Nouvelle-Aquitaine. Sie liegt im Arrondissement Nontron und war ursprünglich Teil des Kantons Mareuil, später dann des Kantons Brantôme en Périgord. Zuständiger Gemeindeverband war die Communauté de communes Dronne et Belle. Das Gebiet der Commune déléguée gehörte ursprünglich zum Regionalen Naturpark Périgord-Limousin. Die Einwohner werden als Mareuillais bzw. Mareuillaises bezeichnet.

## Geographie
Mareuil liegt im Périgord, auf halbem Wege zwischen Périgueux und Angoulême, etwa 35 Kilometer von den beiden Städten entfernt.
Mareuil wurde von folgenden Gemeinden umgeben:
| Sainte-Croix-de-Mareuil | Puyrenier(Commune déléguée innerhalb von Mareuil en Périgord) | Saint-Sulpice-de-Mareuil(Commune déléguée innerhalb von Mareuil en Périgord) |
| Sainte-Croix-de-Mareuil | Kompassrose, die auf Nachbargemeinden zeigt                   | Vieux-Mareuil(Commune déléguée innerhalb von Mareuil en Périgord)            |
| Gout-Rossignol          | Gout-Rossignol                                                | Vieux-Mareuil                                                                |

Zum relativ großen Gebiet der Commune déléguée gehören folgende Geländepunkte, Ortschaften, Schlösser, Weiler und Gehöfte:
Beauclaveau, Beaugarie, Bois Chatains, Bois de Chez Picou, Bois de Gabardeau, Bois de Piovit, Bois de Quissaud, Champeyroux, Château de Beaulieu, Château de Beauregard, Chez Buisson, Chez Ciermont, Chez Gayet, Chez Maillé, Chez Marot, Chez Prougnac, Colombières, Combe de l'Autel,  Font-Grand, Gabardeau, L'Age, L'Epéronias, La Becquerie, La Bregère, La Chataigneraie, La Gare,  La Gauterie, La Grange du Moreau, La Laiterie, La Maurelie, La Picherie, La Valade, Le Breuil, Le Chavan, Le Maine Rangé, Le Mandagat, Le Petit Breuil, Le Repaire, Le Thévou, Les Brègnes, Les Brénaudies, Les Brenières, Les Courades, Les Justices, Les Maines, Les Maines (Wald), Les Pichonnes, Les Plagnes, Les Tanneries, Les Terrières, Lespinasse, Malignac, Montbreton, Pareillas, Piovit, Ringaud, Rocfiat, Saint-Laurent, Saint-Pardoux, Saint-Laurent, Saint-Priest, Tivoli und Villard.
Der topographisch tiefstgelegene Punkt mit 105 Metern über dem Meer liegt im Nordwesten an der Belle, in der Nähe des Weilers Chez Maillé. Der höchste Punkt mit 207 Metern befindet sich im äußersten Nordosten in der Nähe der D 708. Bei le Chavan im Südwesten werden noch 194 Meter erreicht. Mareuil liegt folglich in einer Niederung zwischen einem im Nordosten und einem im Südwesten verlaufenden Höhenrücken. Die maximale Höhendifferenz im Gemeindegebiet beträgt 102 Meter, die mittlere Meerhöhe 156 Meter. Das Rathaus von Mareuil befindet sich auf 118 Meter.

### Verkehrsanbindung
Neben der Hauptverkehrsader D 939 wird Mareuil in NO-SW-Richtung von der aus Nontron kommenden D 708 nach Ribérac durchquert, ferner kreuzt in N-S-Richtung die D 99 von Les Graulges nach La Tour-Blanche.
Vom Ortskern gehen auch mehrere Kommunalstraßen aus, so beispielsweise in Nordnordost-Richtung nach Puyrenier, in Nordwest-Richtung nach Sainte-Croix-de-Mareuil und La Rochebeaucourt (so genannte voie romaine wegen ihrer Geradlinigkeit), nach Westsüdwest in Richtung Fontaine, über die D 99 in Südwest-Richtung nach Rossignol und in Südsüdost-Richtung nach Le Repaire.
Mareuil besaß früher auch einen Bahnhof und war von Ribérac aus auf dem Schienenweg zu erreichen. Die Linie Magnac-Touvre–Marmande ist aber schon seit längerer Zeit stillgelegt. Die Linie verlief dann weiter über La Rochebeaucourt und Rougnac in Richtung Angoulême.

## Hydrographie
Das Gebiet der Commune déléguée wird von der Belle, einem linken Nebenfluss der Lizonne bzw. Nizonne, in NW-SO-Richtung durchflossen, die Entwässerung erfolgt nach Nordwest.
An rechten Seitenarmen besitzt die Belle nur zwei relativ unbedeutende Bäche – einen sehr kurzen bei Colombières und einen etwas längeren bei Malignac. Diese entwässern aus dem nordöstlichen Höhenrücken. Die linken Seitenarme aus dem südwestlichen Höhenrücken sind wesentlich prominenter ausgebildet – mit Entwicklung von Alluvialböden. Sie entspringen aus Quelltöpfen im Turon, einmal bei Le Repaire, zwei Äste bei Saint-Pardoux (die sich dann nördlich der Ortschaft vereinigen) und bei Rocfiat. All diese linken Nebenflüsse münden dann in einem einzigen Strang nordwestlich von Mareuil in die Belle.
Die Belle und ihre Nebenflüsse gehören zum Flusssystem Isle-Dronne.

## Geologie

Geologische Karte von Mareuil en Périgord. Die Commune déléguée Mareuil befand sich am zentralen Westrand.

Der geologische Untergrund Mareuils wird vollständig von Sedimenten des nördlichen Aquitanischen Beckens gebildet. 
Das Gebiet der Commune déléguée liegt vorwiegend auf der Südostflanke der NW-SO-streichenden Mareuil-Antiklinale, einer leicht asymmetrischen, nordostvergenten Aufwölbung in der Sedimentbedeckung des Aquitanischen Beckens. Älteste aufgeschlossene Gesteine sind kryptokristalline Kalke des Kimmeridgiums (Formation j7-8) im äußersten Nordosten. Darüber folgt nach einem langen Hiatus transgressives Cenomanium (Formation c1-2), auf dem Mareuil erbaut wurde. Das Cenomanium besteht aus graugrünen, Austern führenden Mergeln und sandigen Alveolinenkalken. Darüber liegt konkordantes Turonium mit dem Ligérien (Formation c3a) und dem Angoumien (Rudistenkalke – Formationen c3b und c3c′). Es zeigt im Gegensatz zu den sonst mehr oder weniger flach liegenden Formationen teilweise leichte, tektonisch bedingte Verkippungen. Auf das Turonium folgt das aus recht harten Fossilkalken bestehende Coniacium (Formation c4). Die Schichtenfolge setzt sich mit kreidigem, teils glaukonithaltigem Santonium (Formation c5b-c) fort und wird von Untercampanium (Formation c6a) abgeschlossen. Diese beiden Formationen sind aber nur noch auf dem nordöstlichen Höhenrücken erhalten geblieben.
Die Kreideformationen werden im äußersten Nordosten dann von jungpleistozänem Kolluvium, bestehend aus Alteriten des Santons, überdeckt (Formation ACC). Würmzeitlicher Hangschutt (Formation GP) findet sich in einem linken Seitental der Belle bei Rocfiat. In den Talungen der Belle und ihrer Seitenarme liegt holozäner Alluvialboden (Formation K).
Eine weitere tektonische Besonderheit stellt eine NW-SO-streichende, parallel zum Antiklinal verlaufende Verwerfung dar (Mareuil-Störung), die sich von La Rochebeaucourt bis nördlich von Brantôme zieht und im unmittelbaren genetischen Zusammenhang mit den Bewegungen am Antiklinal steht. Es handelt sich hierbei um eine Aufschiebung mit einem Versatz von rund 30 Metern, wobei die Südwesthälfte angehoben wurde.

## Ökologie

### Naturpark
Die Gemeinde Mareuil war ursprünglich seit 1998 ein integraler Bestandteil des Regionalen Naturparks Périgord-Limousin. Sie versäumte es jedoch, ihre Mitgliedschaft im Jahr 2011 zu erneuern.

### Schutzgebiete

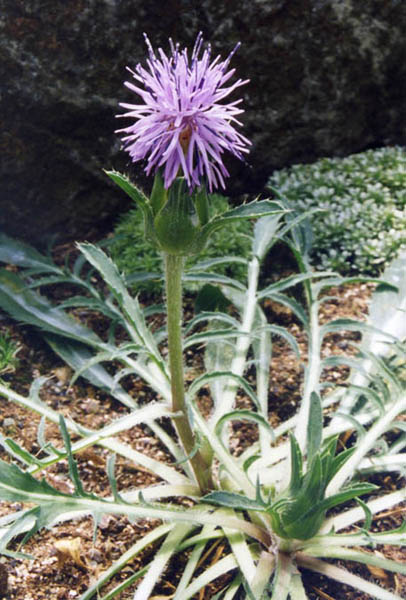
Die Färberdistel Carthamus mitissimus

Die Gemeinde besitzt entlang der Belle zweierlei Schutzgebiete (ZNIEFF – Französisch zone naturelle d'interêt écologique, faunistique et floristique):

#### Schutzgebiete des Typus 1
Die Talung der Belle fungiert als Schutzgebiet des Typus 1 mit Europäischer Nerz (Mustela lutreola) und Schachblume (Fritillaria meleagris) als charakteristischen Arten. Unter den Schutz des Typus 1 fallen auch die Magerrasen entlang der Belle (aber auch an der Nizonne), ausgewiesen als Coteaux calcaires des bords de la Nizonne et de la Belle. Auf ihnen gedeihen mehr als 160 Pflanzenarten, von denen mehrere als typisch angesehen werden. Darunter die Färberdistel Carthamus mitissimus, der Steppen-Wolfsmilch (Euphorbia seguieriana), das Gewöhnliche Nadelröschen (Fumana procumbens), das Graue Sonnenröschen (Helianthemum canum), die Erd-Segge (Carex humilis), der Nizza-Mauerpfeffer (Sedum sediforme), Arenaria controversa und das Niederliegende Leinblatt (Thesium humifusum). Hierzu gesellen sich 18 Orchideenarten, darunter Rotes Waldvöglein (Cephalanthera rubra), Ohnhorn (Orchis anthropophora), Violetter Dingel (Limodorum abortivum), Großes Zweiblatt (Neottia ovata), Bocks-Riemenzunge (Himantoglossum hircinum), Kleines Knabenkraut (Anacamptis morio), Brand-Knabenkraut (Neotinea ustulata), Helm-Knabenkraut (Orchis militaris), Männliches Knabenkraut (Orchis mascula), Mücken-Händelwurz (Gymnadenia conopsea), Pyramiden-Hundswurz (Anacamptis pyramidalis), Purpur-Knabenkraut (Orchis purpurea), Bienen-Ragwurz (Ophrys apifera), Große Spinnen-Ragwurz (Ophrys sphegodes), Hummel-Ragwurz (Ophrys holoserica), Braune Ragwurz (Ophrys fusca), Fliegen-Ragwurz (Ophrys insectifera) und Grünliche Waldhyazinthe (Platanthera chlorantha).

#### Schutzgebiet des Typus 2

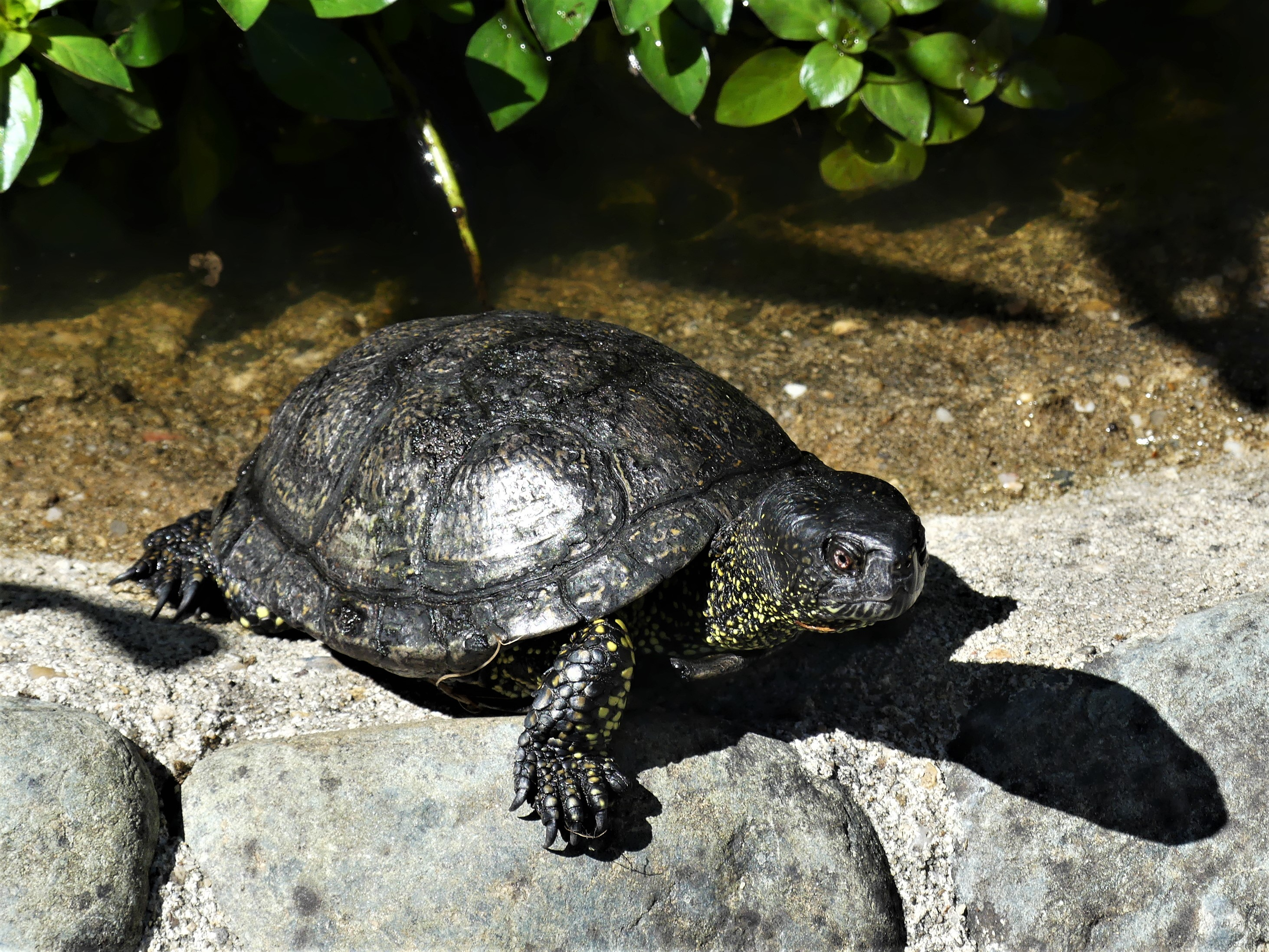
Europäische Sumpfschildkröte

Unter dem Titel Vallée de la Nizonne  bildet das Tal der Belle gleichermaßen ein Schutzgebiet des Typus 2. Die angetroffene Fauna enthält rund 250 Arten, von denen 30 als charakteristisch angesehen werden. Darunter 20 Säugetiere mit Europäischer Nerz, Fischotter (Lutra lutra) und allein 18 Fledermausarten, 7 Insekten mit den 4 Schmetterlingen Kreuzenzian-Ameisenbläuling (Phengaris rebeli), Heller Wiesenknopf-Ameisenbläuling (Phengaris teleius), Großer Feuerfalter (Lycaena dispar) und Stromtal-Wiesenvögelchen (Coenonympha oedippus) sowie den 3 Libellen Helm-Azurjungfer (Coenagrion mercuriale), Gekielter Flussfalke (Oxygastra curtisii) und Französische Keiljungfer (Gomphus graslinii), 2 Amphibien mit Europäischer Laubfrosch (Hyla arborea) und  Marmormolch (Triturus marmoratus) und als Schildkröte die Europäische Sumpfschildkröte (Emys orbicularis).
Unter den Fledermäusen werden angetroffen: Mopsfledermaus (Barbastella barbastellus), Großes Mausohr (Myotis myotis), Große Hufeisennase (Rhinolophus ferrumequinum), Langflügelfledermaus  (Miniopterus schreibersii), Kleine Bartfledermaus (Myotis mystacinus), Wimperfledermaus (Myotis emarginatus), Bechsteinfledermaus (Myotis bechsteinii), Wasserfledermaus (Myotis daubentonii), Fransenfledermaus (Myotis nattereri), Großer Abendsegler (Nyctalus noctula),  Kleiner Abendsegler (Nyctalus leisleri), Graues Langohr (Plecotus austriacus),  Braunes Langohr (Plecotus auritus), Kleines Mausohr (Myotis blythii), Kleine Hufeisennase (Rhinolophus hipposideros), Weißrandfledermaus (Pipistrellus kuhlii), Rauhautfledermaus (Pipistrellus nathusii) und Breitflügelfledermaus (Eptesicus serotinus).
Die Flora zeichnet sich durch mehr als 200 Pflanzenarten aus, wovon 9 als charakteristisch angesehen werden. Neben der bereits erwähnten Schachblume sind dies Gelbe Wiesenraute (Thalictrum flavum) und Lungen-Enzian (Gentiana pneumonanthe), Graues Sonnenröschen (Helianthemum canum), Lockerblütiges Knabenkraut (Anacamptis laxiflora), Nizza-Mauerpfeffer (Sedum sediforme),  Arenaria controversa, Wald-Simse (Scirpus sylvaticus) und Verkannter Wasserschlauch (Utricularia australis).

## Geschichte
Die ältesten geschichtlichen Zeugnisse in Mareuil gehen ins Mittelalter zurück. So wird im Jahr 1099 erstmals der Adelige Guillaume I. von Mareuil dokumentarisch erwähnt. Älteste Bauwerke im Gemeindegebiet von Mareuil sind die romanischen Kirchen von Saint-Pardoux, von Saint-Priest (12. Jahrhundert) und die Kirche Saint-Laurent von Mareuil, ebenfalls aus dem 12. Jahrhundert. Die beiden Châteaus (Beaulieu und Beauregard) gehen auf das 15. Jahrhundert zurück. Das Château de Mareuil wurde im 16. Jahrhundert erbaut.
Im Jahr 1827 fusionierten die ehemals unabhängigen Gemeinden Saint-Pardoux-de-Mareuil und Saint-Priest-de-Mareuil mit Mareuil.
Die Gemeinde Mareuil wurde mit Wirkung vom 1. Januar 2017 mit den Gemeinden Champeaux-et-la-Chapelle-Pommier, Les Graulges, Léguillac-de-Cercles, Beaussac, Monsec, Puyrenier, Saint-Sulpice-de-Mareuil und Vieux-Mareuil zur Commune nouvelle Mareuil en Périgord zusammengeschlossen und verfügt seither dort über den Status einer Commune déléguée. Sie gehört zum Kanton Brantôme.

## Bevölkerungsentwicklung der ehemaligen Gemeinde
| Jahr | Einwohner |  |
| 1962 | 1137      |  |
| 1968 | 1103      |  |
| 1975 | 1209      |  |
| 1982 | 1210      |  |
| 1990 | 1194      |  |
| 1999 | 1113      |  |
| 2007 | 1130      |  |
| 2012 | 1098      |  |
| 2016 | 1002      |  |
| 2019 | 939       |  |

Quelle: INSEE
Die Bevölkerungsstatistiken für Mareuil gehen bis 1793 zurück. Absoluter Höhepunkt in den Einwohnerzahlen war das Jahr 1851 mit 1837 Einwohnern. Ein zweites Maximum war 1886 mit 1616 Einwohnern. Mit der Wende zum 20. Jahrhundert setzte dann ein starker Rückgang ein. Die Bevölkerungsentwicklung war ab den 1960ern wieder relativ stabil, mit einem Rückgang ab 1982, der sich ab 2012 beschleunigte. Auffallend sind die starke Alterslastigkeit und das Überwiegen der weiblichen Bevölkerung; so stellen beispielsweise die über 60-Jährigen 38,4 % der Gesamtbevölkerung Mareuils und 54,8 % der Gesamtbevölkerung sind weiblichen Geschlechts.

## Persönlichkeiten
- Michel Tardieu (* 1938), Religionshistoriker
- Dominique Brun auch Dominique Maaoui-Brun (* 1964), Judoka, Welt- und Europameisterin, Trainerin

## Sehenswürdigkeiten
- Château de Beaulieu aus dem 15. und 18. Jahrhundert, eingetragen als Monument historique.
- Château de Beauregard, 15., 16. und 17. Jahrhundert, ebenfalls ein monument historique.
- Château de Mareuil aus dem 16. Jahrhundert, monument historique.
- Romanische Kirche von Saint-Pardoux, monument historique.
- Kirchenruine von Saint-Priest aus dem 12. Jahrhundert, monument historique.
- Kirche Saint-Laurent in Mareuil aus dem 12. Jahrhundert. Die im gotischen Stil erbaute Kirche wurde im 15. und 16. Jahrhundert erweitert. Das Eingangsportal stammt aus der Renaissance.

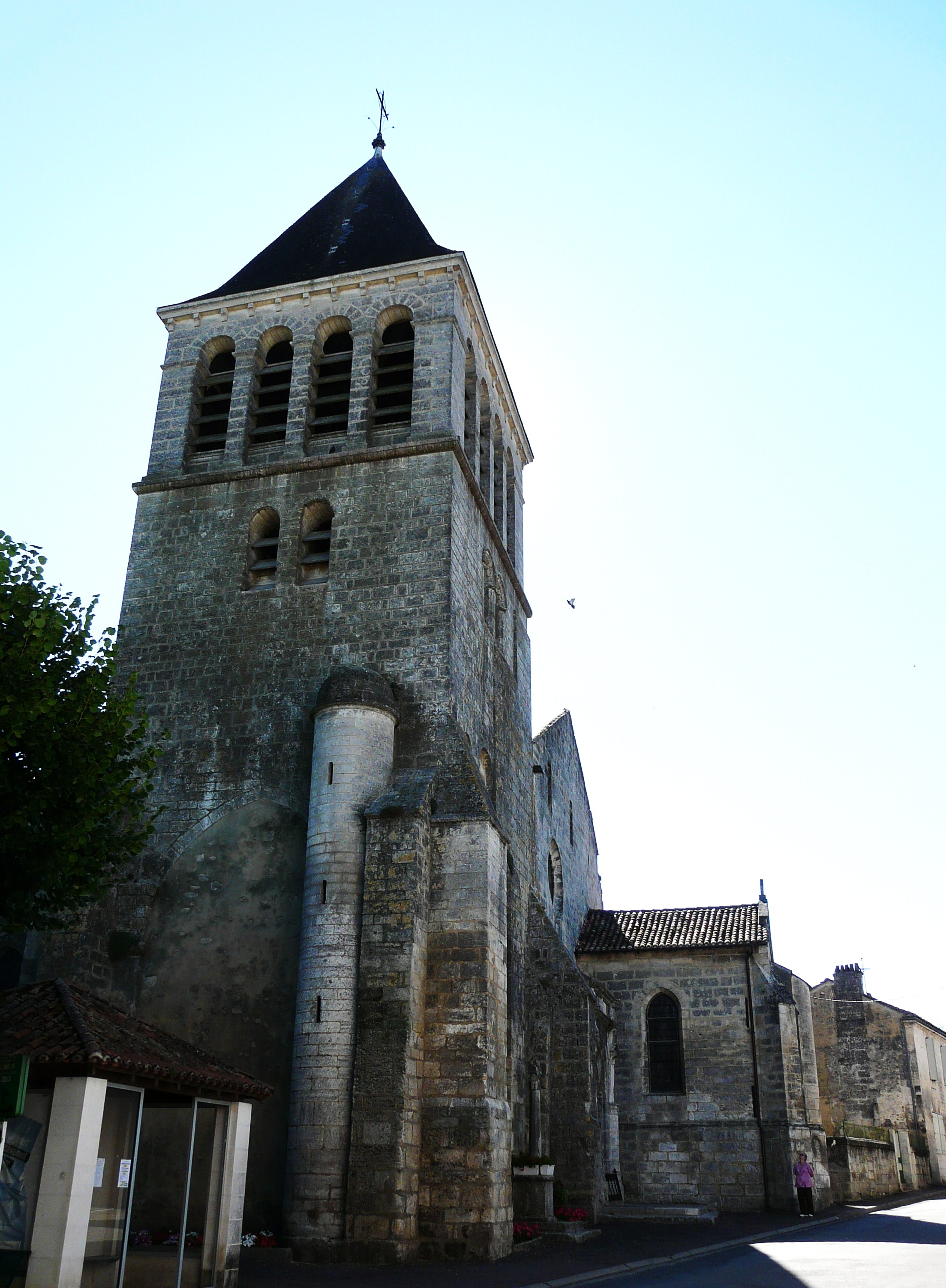
Die Kirche Saint-Laurent in Mareuil
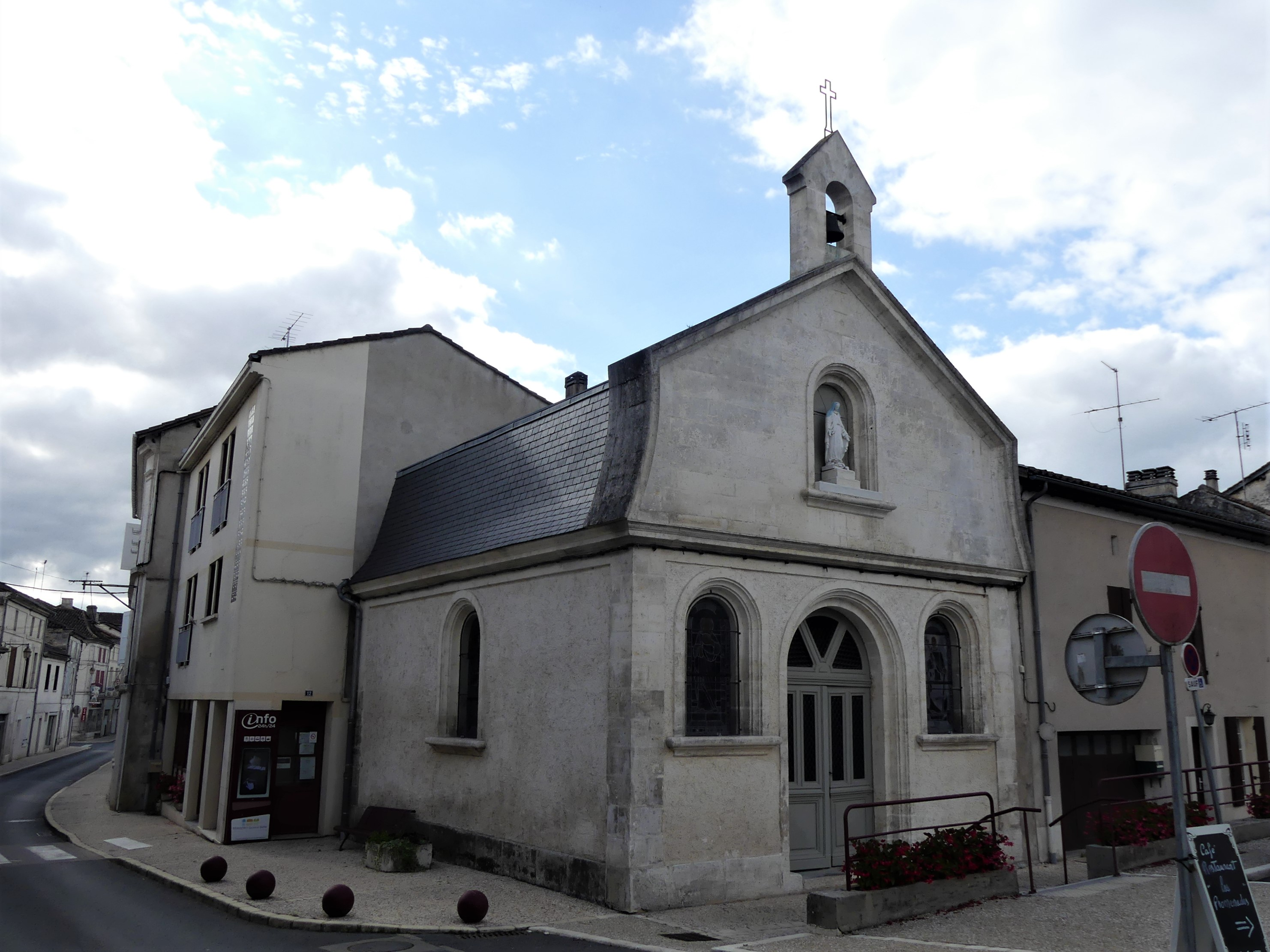
Kapelle Notre-Dame-de-Bon-Secours in Mareuil
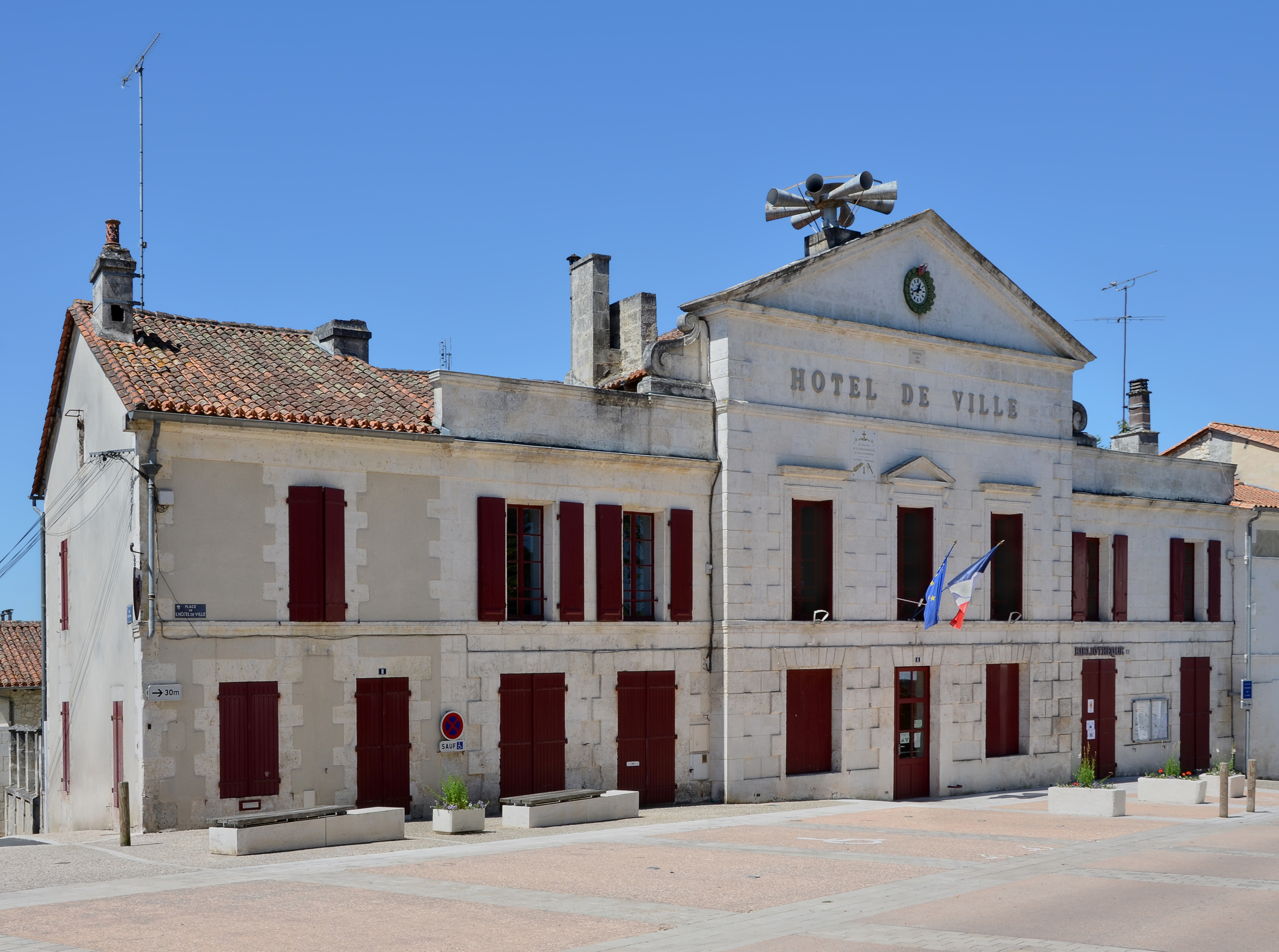
Das Rathaus von Mareuil
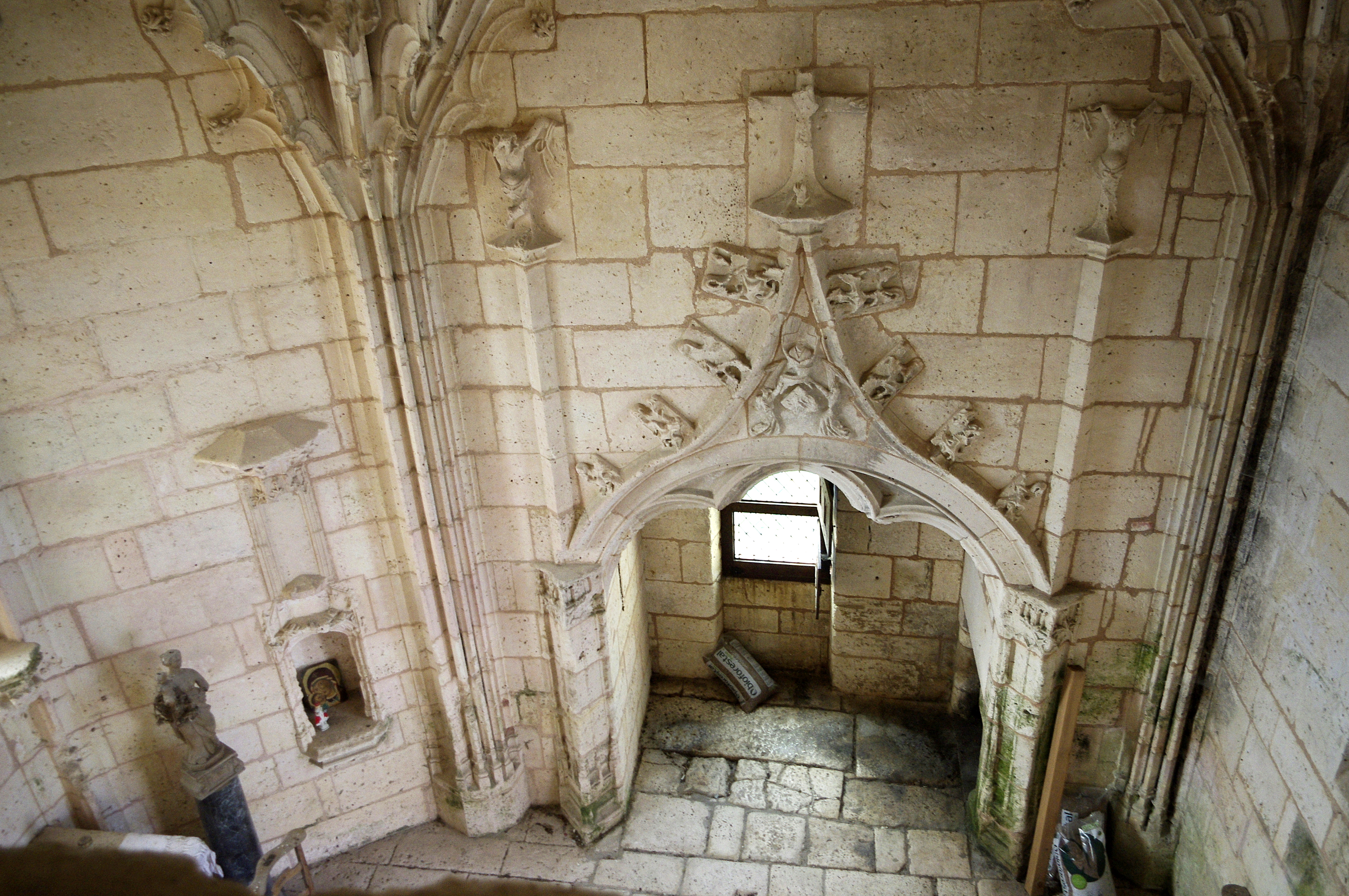
Renaissance-Kapelle im Schloss von Mareuil
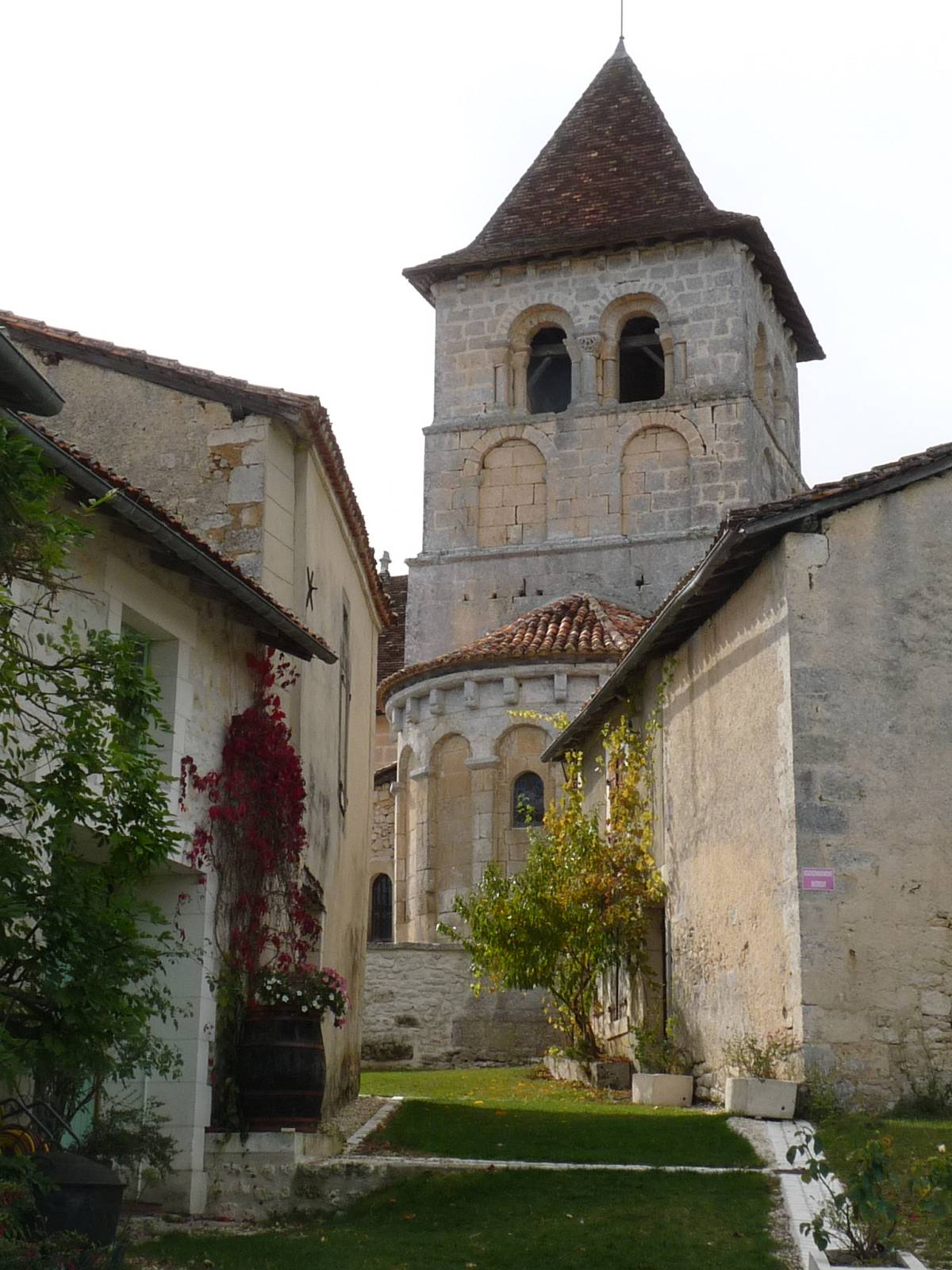
Die Kirche von Saint-Pardoux
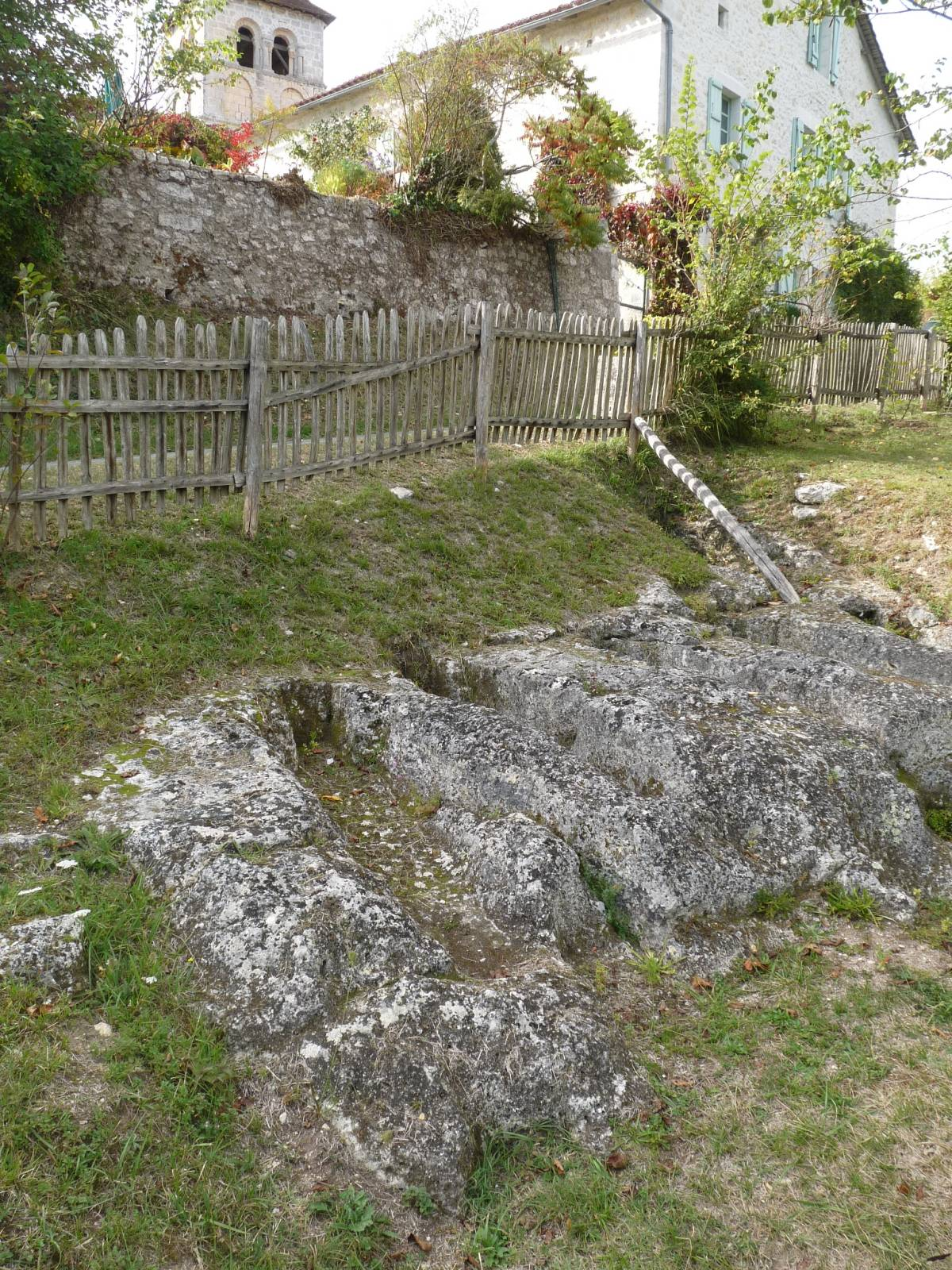
Aus dem Angoumien gehauene Sarkophage in Saint-Pardoux
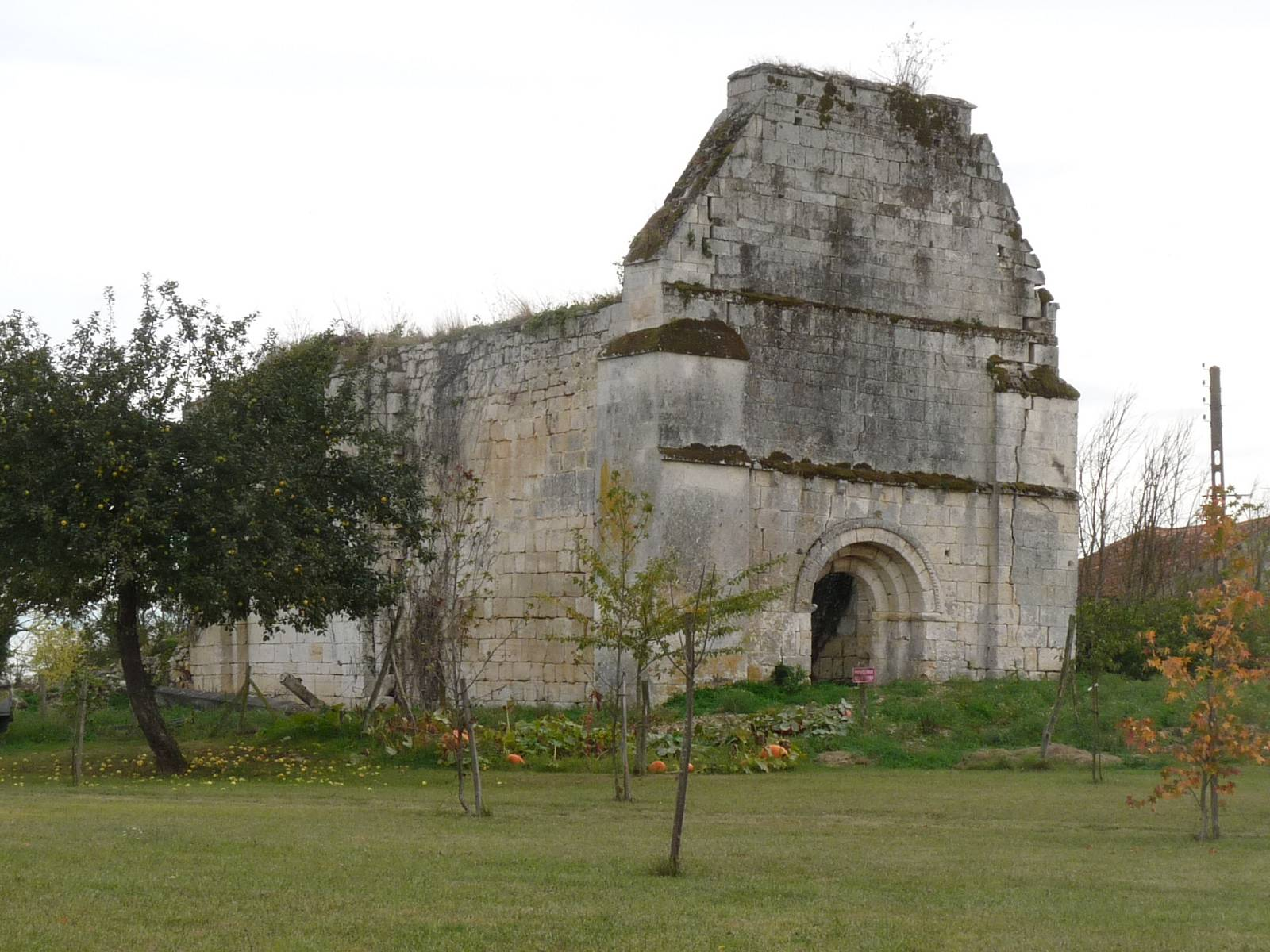
Die Kirchenruine von Saint-Priest
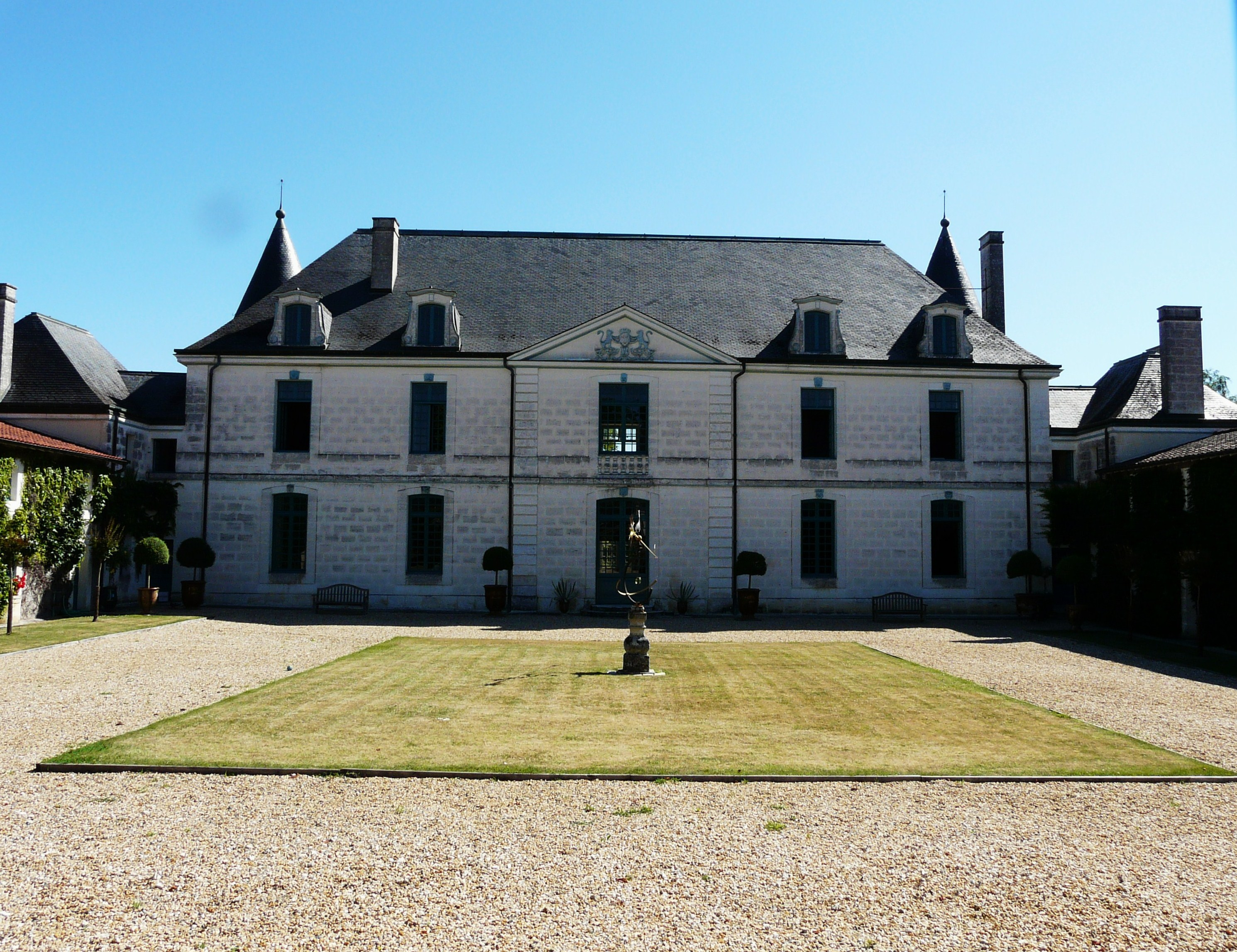
Das Schloss Château de Beaulieu
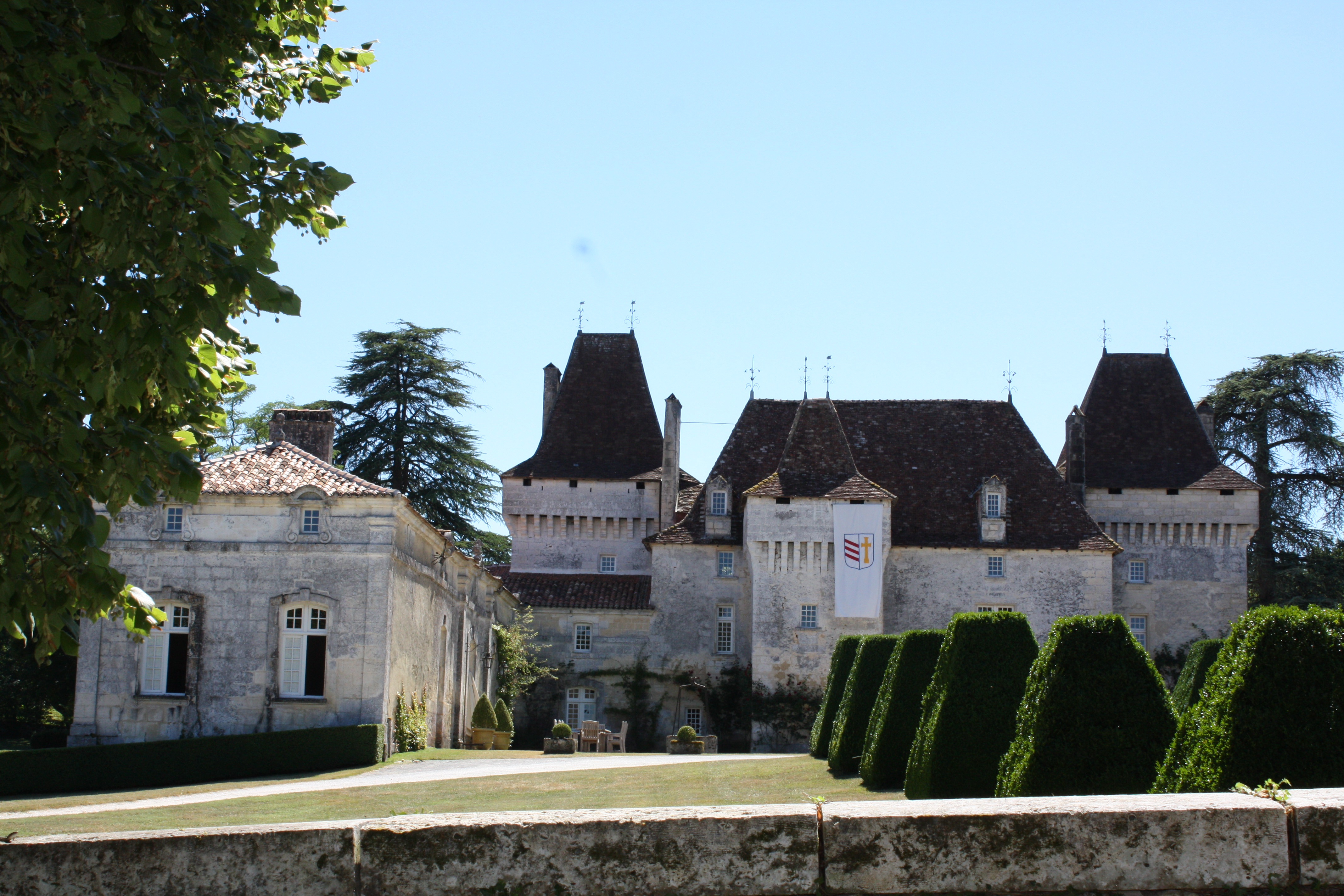
Das Schloss Château de Beauregard
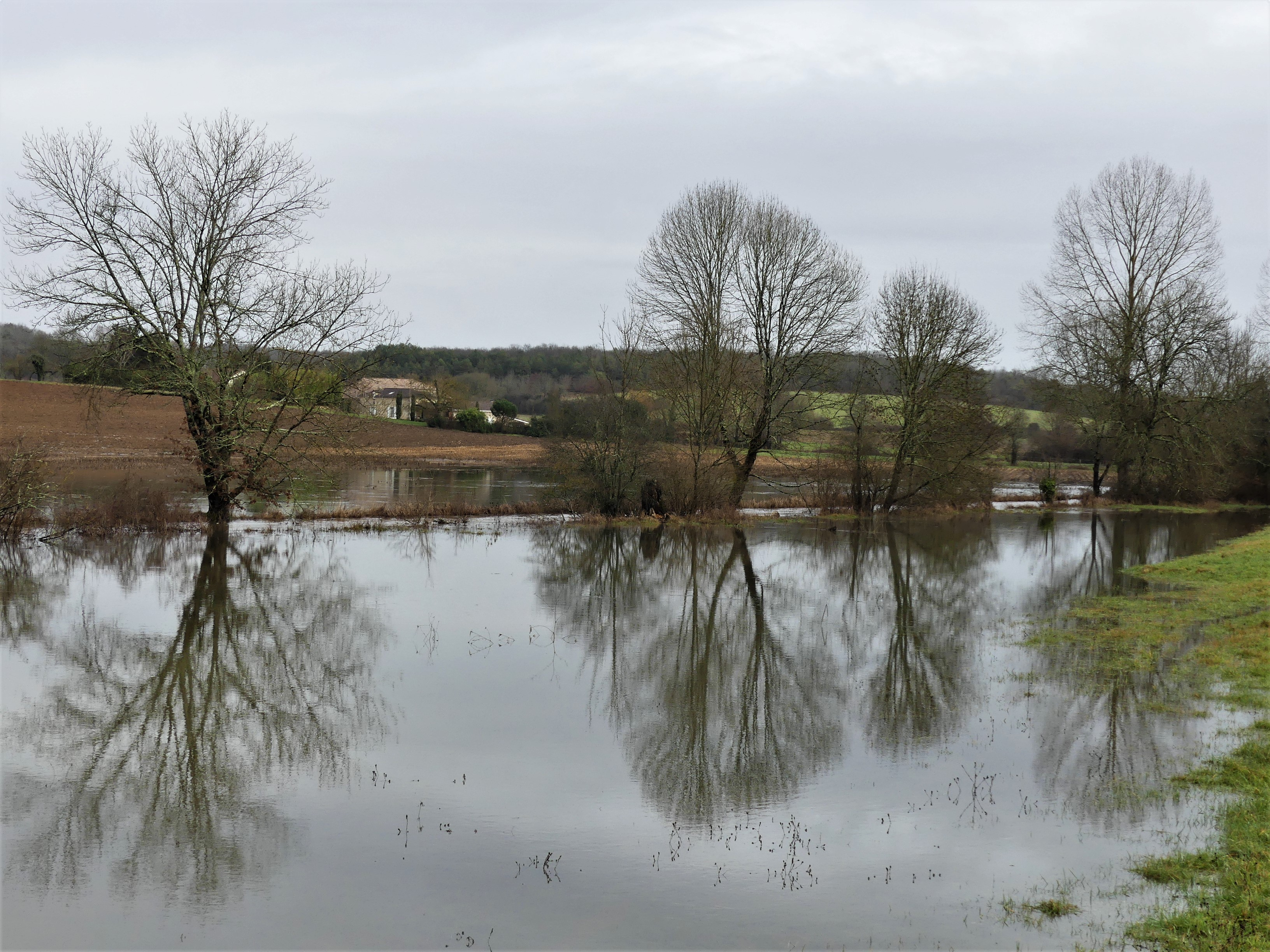
Überschwemmung der Belle im Februar 2021
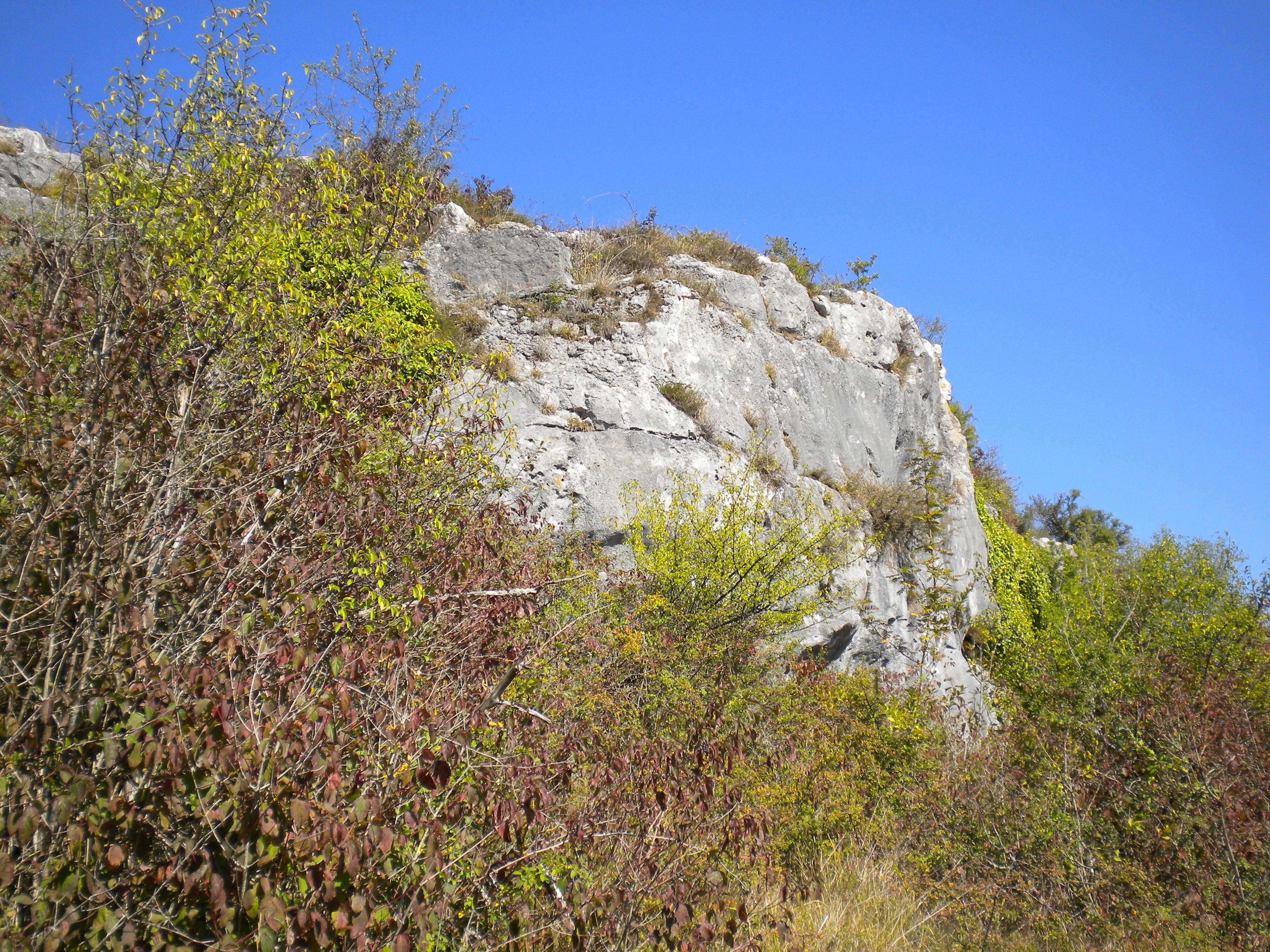
Steilwand in der Angoulême-Formation (Angoumien) bei Font-Grand